# هيلغا إم. نوفاك
هيلغا إم. نوفاك (بالألمانية: Helga M. Novak)‏ (و. 1935 – 2013 م) هي متعاون غير رسمي، وشاعرة، وكاتِبة من ألمانيا، وألمانيا الشرقية، وآيسلندا، توفيت عن عمر يناهز 78 عاماً.

## التعليم
تعلمت في جامعة لايبتزغ (حتى 1957)، وGerman Institute for Literature ‏.

## جوائز
حصلت على جوائز منها:
- الجائزة الأدبية لإيدا ديميل [الإنجليزية]‏ (2001)
- جائزة الأدب لولاية براندنبورغ ‏ (1997)
- Ernst Reuter Prize [الإنجليزية]‏ (1989)
- German Literature Fund Grand Prize [الإنجليزية]‏ (1985)
- جائزة كاتب بلدة بيرغن [الإنجليزية]‏ (1979).

## روابط خارجية
- هيلغا إم. نوفاك على موقع IMDb (الإنجليزية)
- هيلغا إم. نوفاك على موقع مونزينجر (الألمانية)
- هيلغا إم. نوفاك على موقع ديسكوغز (الإنجليزية)